# Ruud Suurendonk
Rudolf Cornelis (Ruud) Suurendonk (Amsterdam, 9 juli 1943) is een Nederlands voormalig voetballer. Hij speelde onder meer bij Ajax en werd na zijn actieve voetballoopbaan voetbaltrainer. Suurendonk speelde zowel in de verdediging, op het middenveld als in de aanval.
Onder Rinus Michels begon Suurendonk in 1961 in het eerste van JOS en de amateurclub deed het goed. In 1965 trok Michels, die inmiddels trainer van Ajax was, Suurendonk aan.
Suurendonk scoorde een paar belangrijke doelpunten: de 1–0 tegen Feijenoord in 1968 (de wedstrijd was opnieuw voor negentig minuten vastgesteld, nadat hij eerder was gestaakt wegens mist. Het was het begin van een inhaalslag, die ervoor zorgde dat Ajax na vijf punten achterstand met ruime voorsprong kampioen werd) en een hattrick in de verlenging tegen Napoli tijdens de Jaarbeursstedenbeker van 1969/70. Suurendonk bleef echter een vaste reserve bij Michels. Suurendonk speelde in totaal vier wedstrijden in de gewonnen Europacup I-toernooien van 1970/71 en 1971/72.
In het seizoen 1971/72 kwam hij zowel voor Ajax als voor AS Monaco uit en van 1972 tot 1976 speelde Suurendonk voor AZ'67, waarbij hij tevens een baan kreeg bij sponsor Wastora. Hij sloot zijn loopbaan in het seizoen 1976/77 af bij RKSV Volendam, destijds uitkomend in de Eerste divisie.
Suurendonk was later jeugdtrainer bij VVZ Zaandam en SC Hercules Zaandam. In 2013 trad hij in dienst als jeugdtrainer bij WSV '30.

## Erelijst
Ajax
- Europacup I: 1970/71, 1971/72
- Eredivisie: 1965/66, 1966/67, 1967/68, 1969/70, 1971/72
- KNVB beker: 1969/70, 1970/71, 1971/72